# 愛在香港
《愛在香港》（日语：恋する香港）是日本電視連續劇，全劇在香港取景，2017年9月下旬到香港拍攝，由小池榮子和吉澤亮主演，2017年10月於每日放送「Dramaism」時段播映，共4集。

註：< 愛在香港 > 也可以指：中國大陸歌星譚晶主唱的歌曲.  

## 角色列表
- 井本真樹：小池榮子
- 山田健太：吉澤亮
- 平川彩：馬場富美加
- Elly：最上Moga
- Daniel：永田薫（MAG!C☆PRINCE）
- 阿久津：柳下大
- 片桐成：岩松了

## 外部連結
- 官方網站（页面存档备份，存于）（日語）
- 在Netflix上觀看《愛在香港》
- 導演Smith專訪（立場新聞）[]（繁體中文）